# 侯村乡贤祠
乡贤祠，位于中国广东省肇庆市封开县南丰镇侯村，为封开县县级文物保护单位，类型为古建筑，公布时间为2003年9月18日。
乡贤祠的历史年代为清代。